# Remise Tollensstraat
De Remise Tollensstraat, oorspronkelijk genaamd Westelijke Tramremise, was een remise van de Gemeentetram Amsterdam (sinds 1943 GVB). De remise, die vanaf 1902 in gebruik werd genomen tijdens de grote elektrificatie van de Amsterdamse tramlijnen, was gelegen in de Kinkerbuurt, tussen de Kinkerstraat en het Bellamyplein op de plaats waar tot 1890 de Kwakerspoel lag. Alhoewel de hoofdingang aan de Tollensstraat gelegen was gingen de trams (voornamelijk) aan het Bellamyplein de remise in en uit.
Bij de ingebruikname was het de grootste tramremise van Amsterdam. De remise heeft onderdak geboden aan de lijnen 1, 2, 3, 4, 5, 7, 10, 12, 13, 14, 16, 17, 18, 19 en 22.

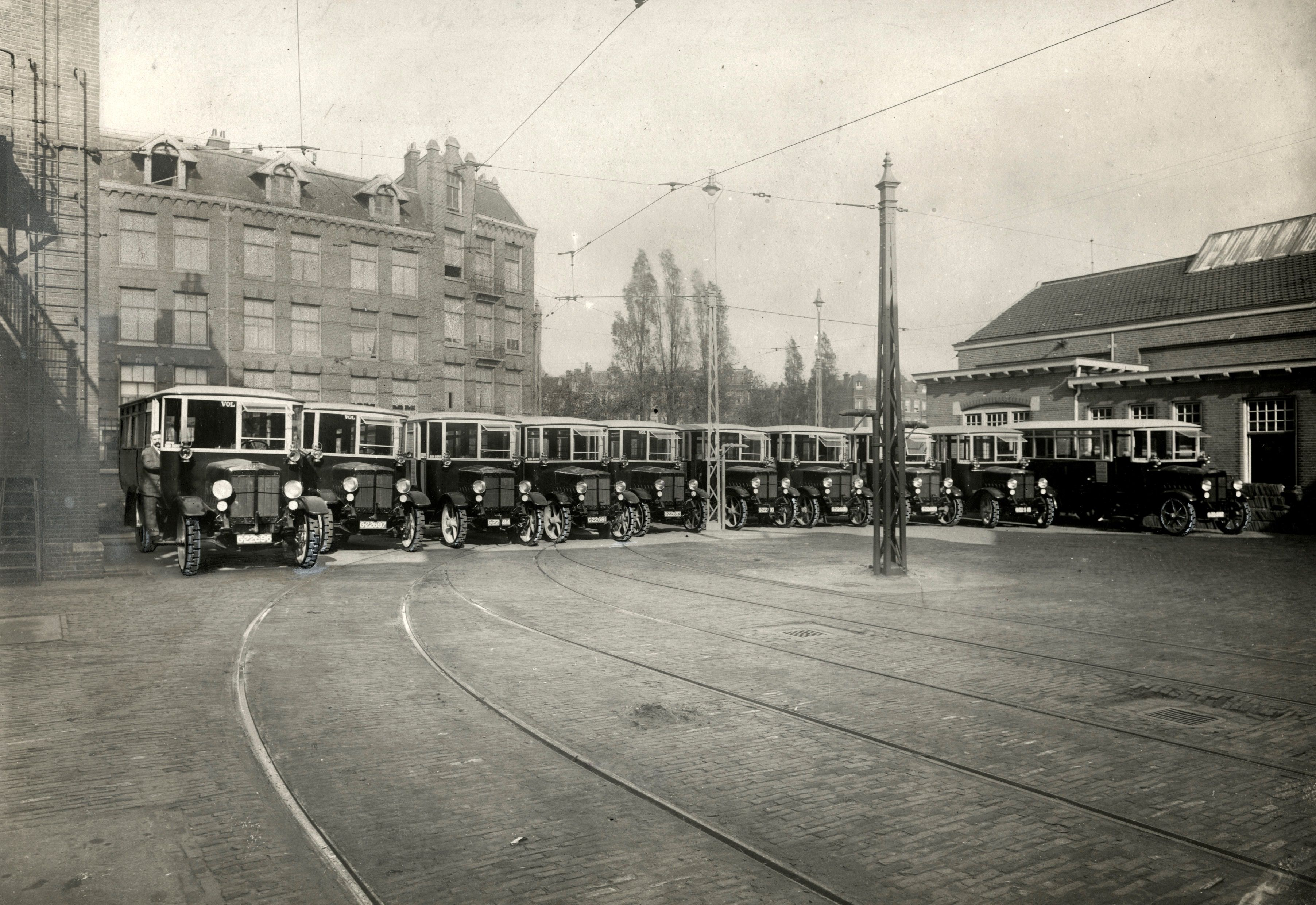
Autobussen in 1923

Het complex was één geheel met het pand met ingang aan de Bilderdijkkade waar de werkplaats van 1925-1932 was gevestigd. Naast stalling van elektrische tramwagens was het complex ook in gebruik als autobusgarage in 1908 en vanaf 1922, als centrale werkplaats tram en bus en als railconstructie werkplaats. De remise bood op 21 opstelsporen plaats aan 135 motorwagens. Het was geen eenrichtingremise en er was een draaischijf aanwezig.  Latere grotere eenrichtingtrams moesten achteruit de remise in of uit rijden. In 1924 werd de railconstructie werkplaats verplaatst naar het achterterrein van de Havenstraat. Toen in 1932 de uitbreiding van de Remise Havenstraat in gebruik kwam werd de stalling van de laatste trams daarheen verplaatst. De bussen werden verplaatst naar Garage Oost waar de capaciteit was vergroot.

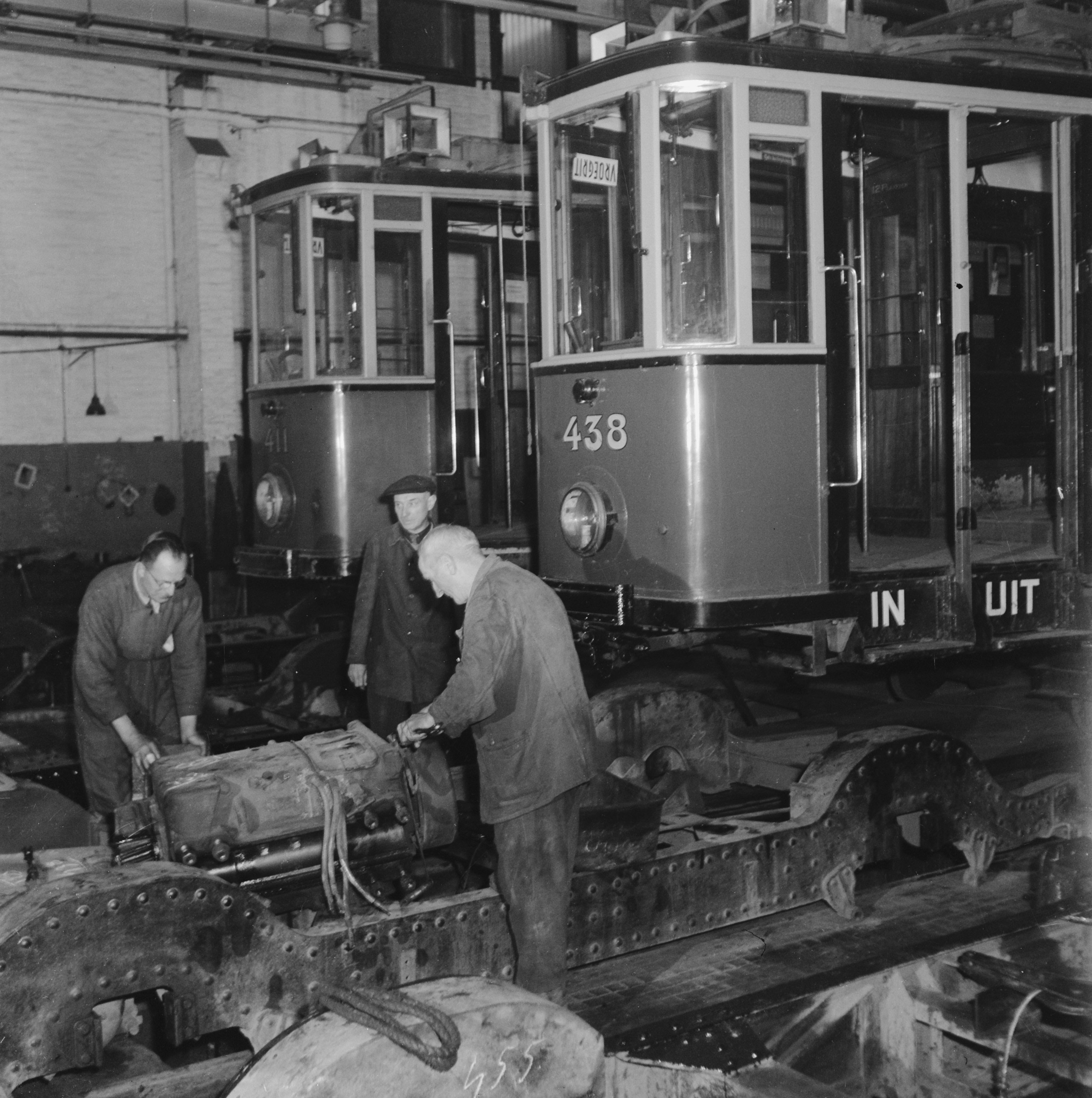
Centrale werkplaats in 1945

De Remise Tollensstraat bleef alleen nog in gebruik als centrale werkplaats tram en bus. Het gedeelte aan de Bilderdijkkade kwam in 1938 in handen van de stadsreiniging. In 1957 ging het onderhoud aan de bussen naar de nieuwe Garage West met centrale werkplaats aan de Jan Tooropstraat. De tramwerkplaats bleef hier gevestigd tot 1996, toen het GVB de nieuwe Hoofdwerkplaats Diemen-Zuid in gebruik nam. Van 1996 tot 2005 vonden de museumtrams van het Amsterdams Openbaar Vervoer Museum (AOM) hier onderdak, alsmede diverse kleine creatieve bedrijven.

## De Hallen
In 2005 werd het complex ontruimd in opdracht van het toenmalig stadsdeel Oud-West, dat haast wilde maken met de verwezenlijking van plannen om het te verbouwen tot een cultureel centrum De Hallen voor Amsterdam-West, inclusief theater, bibliotheek, etc. Tot januari 2010 stonden de gebouwen leeg, waarna een deel van het complex werd gekraakt. Begin 2013 startte de verbouwing tot De Hallen, die in 2014 werd voltooid.

## Trivia
De Tollensbrug uit 1996 over de Weespertrekvaart in Diemen nabij de nieuwe Hoofdwerkplaats is vernoemd naar de remise. De Tollensstraat zelf is vernoemd naar de dichter Hendrik Tollens.